# Голдман Сакс
„Голдман Сакс“ (Goldman Sachs, НФБ: GS) е една от най-старите инвестиционни банки в света. Основана е през 1869 г., а седалището ѝ се намира в Южен Манхатън в Ню Йорк, САЩ.
GS е финансов консултант на редица влиятелни компании, правителства и семейства по цял свят. Банката е първичен дилър на пазара на ценни книжа в САЩ. Занимава се също със: съветнически услуги по сливане и придобиване; гарантиране; proprietary trading; инвестиране в частни капиталовложения (private equities), както и с управлението на състоянията на богати личности и семейства.
Банката има офиси в различни финансови средища, включително Ню Йорк, Лондон, Бостън, Чикаго, Маями, Далас, Лос Анджелис, Сан Франциско, Франкфурт, Цюрих, Париж, Сау Паулу, Бангалор, Мумбай, Хонконг, Пекин, Мексико, Сингапур, Солт Лейк Сити, Сидни, Дубай, Мадрид, Милано, Калгари, Мелбърн, Окланд, Сеул, Токио, Тайпей, Москва, Тел Авив, Торонто и Монако.